# Храмов институт
Храмовият институт (на иврит: מכון המקדש; на английски: The Temple Institute) е музей, изследователски институт и образователен център в Стария град на Йерусалим.
Създаден е през 1987 г. Институтът е посветен на изследването на 2 разрушени древни храма в Йерусалим (наречени Първи и Втори храмове) и на подготовката за създаването на Третия храм.
Мястото е заето от ислямското светилище, наречено Купол на Скалата. Тази подготовка е въпреки факта, че възстановяването на храма на Ирод, разрушен от римляни в 79 г. пр.н.е., почти сигурно ще причини голяма война.